# Сражение при Хукоу
Сражение при Хукоу (кит. 湖口之战) — одна из военных операций во время Западного похода, проводившаяся тайпинами в январе 1855 года в районе озера Поянху.

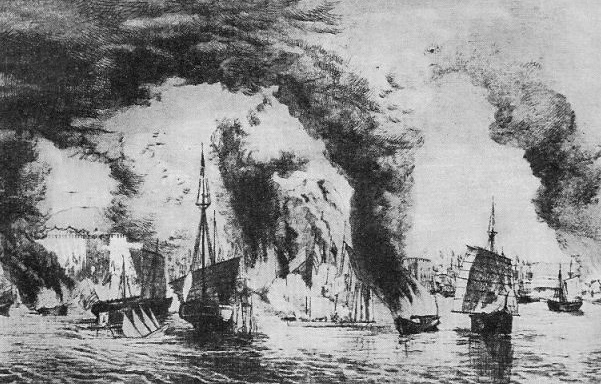
Речное сражение на Янцзы

После победы при Тяньцзячжэне цинские войска, двигаясь вниз по реке Янцзы, подошли к хорошо укреплённому городу Цзюцзян и блокировали его. Опираясь на преимущества своей флотилии, Цзэн Гофань планировал сначала ликвидировать речной лагерь тайпинов на озере Поянху у Хукоу, а затем захватить Цзюцзянь. Хукоу расположен у впадения озера Поянху в реку Янцзы и контролирует вход в реку и озеро. Если бы Цзэн Гофань смог захватить Хукоу, тайпинский флот на озере Поянху не смогла бы войти в реку Янцзы и помочь осаждённому Цзюцзяну.
В ночь на 8 января, узнав, что флот противника продвигается на восток, тайпины немедленно подготовили в верховьях реки Гань более 100 небольших лодок, заполненных сухими дровами, посыпанных порохом и залитых ламповым маслом. После поджога лодки спускали на воду и отправляли вниз по реке. Другие лодки с тайпинами, запускавшими ракеты, плыли следом. Кроме того, с обоих берегов реки Янцзы было отправлено более тысячи человек в качестве поддержки, которые громко кричали и запускали ракеты по противнику. Цинские солдаты смогли оттолкнуть тайпинские брандеры, двигавшиеся на их корабли, и направить их на середину реки. Первая попытка сжечь цинскую флотилию была отражена.
В следующие ночи тайпины стали постоянно запускать с берега ракеты в цинские корабли и громко кричать, чтобы не позволять солдатам противника спать и тем самым изводить и изнурять их. Также в устье озера Поянху были установлены несколько плавающих деревянных замков, вооружённых пушками, которые блокировали вход в озеро.  
23 января цинские сухопутные войска подошли к Мэйцзячжоу, расположенному на западном берегу протоки. Их артиллерия открыла огонь и поразила пороховой склад на одном из плавающих замков. Он сгорел и обрушился. После того как другие плавающие замки были уничтожены противником, Ши Дакай, командовавший тайпинами, приказал своим подчиненным наполнить большие корабли песком и камнями и затопить их в протоке, оставив для доступа только проход на западном берегу, который перекрывался тросом.
29 января тайпины заманили лёгкие цинские корабли (более 120 кораблей с 2000 солдат) в озеро, а затем перекрыли протоку. Вслед за этим той же ночью они использовали небольшие лодки и десятки военных кораблей и атаковали крупные корабли противника, стоявшие на Янцзы. Тысячи тайпинских солдат, используя ракеты, также открыли огонь с берега по кораблям. Крупные цинские корабли, оставшиеся без прикрытия лёгких, не смогли противостоять ожесточенной атаке и были подожжены. Цзэн Гофань лично руководил боем, но не смог переломить неудавшееся сражение. Тайпины захватили даже его собственный корабль, и ему удалось спастись, только спрыгнув в воду. На его корабле тайпины захватили большое количество важных документов. 
В результате было уничтожено более 40 боевых цинских кораблей, а остатки флотилии были вынуждены отступить по реке в район Цзюцзяна.